# خيسوس غارسيا تينا
خيسوس غارسيا تينا (بالإسبانية: Jesús García Tena) (7 يونيو 1990 في إسبانيا - ) هو لاعب كرة قدم إسباني في مركز الدفاع. لعب مع إسبانيول ونادي ساباديل وهاميلتون أكاديميكال ويوفنتوس ونادي تيراسا ‏ وAC Cuneo 1905 ‏ ونادي ليفينغستون لكرة القدم.

## وصلات خارجية
- خيسوس غارسيا تينا على موقع قاعدة بيانات كرة القدم.إي يو (الإنجليزية)
- خيسوس غارسيا تينا على موقع Soccerway.com (الإنجليزية)
- خيسوس غارسيا تينا على موقع عالم كرة القدم.نت (الإنجليزية)